# Funículo

Esquema de un óvulo en gimnospermas y angiospermas.

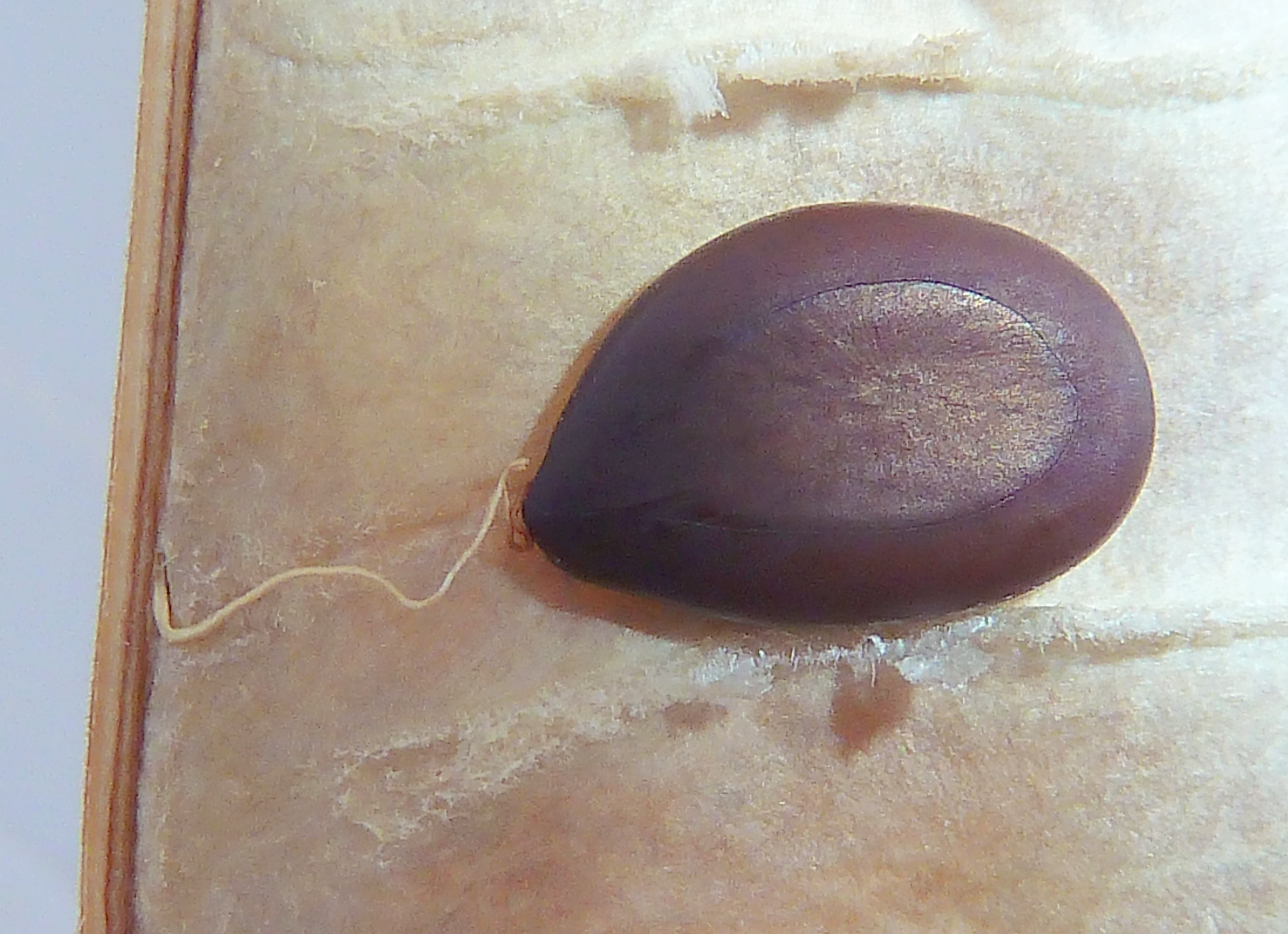
Legumbre de Leucaena leucocephala abierta, con una semilla (ex óvulo) unida a la placenta de la pared del ovario por su funículo. El punto de inserción del funículo en la semilla es el hilo.

En botánica, el funículo (funiculus) es un pequeño cordón que une el óvulo a la placenta. Puede presentar variadas dimensiones y está constituido por un hacecillo vascular que lo atraviesa y llega hasta la base de la nucela o chalaza. El punto de inserción del funículo en el óvulo se llama hilo.
Hay tres tipos principales de óvulos, de acuerdo con la posición del funículo, que son: ortótropo o recto, anátropo o invertido y campilótropo o curvo. Cuando la micrópila o hilo y la chalaza se fijan en la prolongación de una misma línea, el óvulo es ortótropo. En el óvulo campilotropo el eje de la nucela se curva de modo que la línea que une la micrópila a la chalaza se aproxima a una perpendicular al funículo. Anátropo es el óvulo en que el funículo se dobla en una gran curvatura debajo de la chalaza y queda unido al óvulo propiamente dicho en una gran extensión. La línea de contacto del funículo con el óvulo se llama rafe. En este tipo de óvulo la micrópila se da vuelta hacia abajo, quedando próxima al hilo. A pesar de la curvatura del funículo, el óvulo anátropo puede ser erecto, si se presenta situado por encima del punto de inserción del funículo en la placenta, y pendiente o colgante en el caso contrario.
El arilo de muchas semillas, una estructura que cubre total o parcialmente la testa de la semilla, se forma a partir de la expansión del hilo